# Kimberly Butler
Pour les articles homonymes, voir Butler.
Kimberly « Kim » Butler, née le 7 septembre 1982 à Tacoma, dans l'État de Washington, est une joueuse britannique de basket-ball. Elle évolue au poste d'ailier fort.

## Biographie
Après l'Euro 2013 (10,7 points, 5,7 rebonds et 2,5 passes décisives de moyenne), elle met un terme à sa carrière sportive.